# José Bianco
José de Abreu Bianco (Apucarana, 15 de junho de 1944) é um advogado e político brasileiro que foi governador de Rondônia.

## Dados biográficos
Filho de Antônio de Abreu Bianco e de Maria de Abreu Bianco. Formado em Direito em 1973 pela Universidade Estadual de Londrina foi morar em Rondônia no ano seguinte e após a elevação desta a estado filiou-se ao PDS e foi eleito deputado estadual em 1982. Escolhido presidente da Assembleia Legislativa comandou a Assembleia Estadual Constituinte e integrou a delegação rondoniense que foi ao ao Colégio Eleitoral em 1985 onde votou em Tancredo Neves, decisão que o fez ingressar no PFL.
Em 1986 foi candidato derrotado a vice-governador na chapa de Odacir Soares e em 1988 foi eleito prefeito de Ji-Paraná fazendo uma gestão que lhe permitiu eleger-se senador em 1994. Candidato a governador de Rondônia em 1998 foi eleito em segundo turno ao impedir a reeleição de Valdir Raupp entregando seu mandato de senador ao suplente Rubens Moreira Mendes.
Em 2000, o governo de José Bianco passou a enfrentar uma rejeição grande dos eleitores, após de um dia para o outro, o Governo do Estado demitir quase 10 mil servidores públicos (9.613 servidores, mais precisamente) com a justificativa de limpar a máquina pública. Isso gerou uma grande rejeição, que foi vital para a não reeleição do governador dois anos depois.
Nas eleições de 2002, Bianco tentou sua reeleição. Derrotado por Ivo Cassol (então no PSDB) na disputa pelo governo em 2002, recuperou seu capital político ao eleger-se prefeito de Ji-Paraná em 2004 e 2008. Filiado ao DEM, tornou-se presidente do diretório estadual em Rondônia.